# Cratere Young
Young è un cratere lunare intitolato allo scienziato inglese Thomas Young. È situato nella scabra parte sudorientale del lato visibile della Luna. Si trova ad est del cratere Metius, e a sudest del cratere Rheita. La lunga Vallis Rheita segue una linea tangente al bordo sudoccidentale del cratere Rheita, ed incide una larga vasca attraverso il fondo sudoccidentale e il bordo esterno del cratere Young.
La parte sopravvivente del cratere è una formazione consunta ed erosa. Si possono ancora seguire il bordo e la parete interna sulla superficie, ma sono solcati e incavati da impatti più piccoli. Il fondo interno contiene un paio di crateri a forma di scodella chiamati 'Young A' e 'Young B'.
A sud del cratere Young, la valle è coperta dallo 'Young D', un cratere in qualche modo meno eroso dello Young. La valle continua a intermittenza verso sudest, con una lunghezza totale di circa 500 km. Questa è la valle più lunga sul lato visibile della Luna.

## Crateri correlati
Alcuni crateri minori situati in prossimità di Young sono convenzionalmente identificati, sulle mappe lunari, attraverso una lettera associata al nome.
| Young | Latitudine | Longitudine | Diametro |
| ----- | ---------- | ----------- | -------- |
| A     | 41,1° S    | 51,2° E     | 13 km    |
| B     | 40,9° S    | 50,6° E     | 7 km     |
| C     | 41,5° S    | 48,2° E     | 30 km    |
| D     | 43,5° S    | 51,8° E     | 46 km    |
| F     | 44,8° S    | 51,8° E     | 23 km    |
| R     | 42,4° S    | 55,4° E     | 9 km     |
| S     | 43,3° S    | 53,9° E     | 11 km    |